# 关山县
关山县（越南语：／）是越南清化省下辖的一个县。面积943.45平方千米，2019年总人口45520人。

## 地理
关山县北接关化县；西和南接老挝；东接良政县和伯烁县。

## 历史
2019年10月16日，山炉社和关山市镇合并为山炉市镇。

## 行政区划
关山县下辖1市镇11社，县莅山炉市镇。
- 山炉市镇（Thị trấn Sơn Lư）
- 芒眼社（Xã Mường Mìn）
- 那苗社（Xã Na Mèo）
- 山奠社（Xã Sơn Điện）
- 山河社（Xã Sơn Hà）
- 山水社（Xã Sơn Thủy）
- 三炉社（Xã Tam Lư）
- 三清社（Xã Tam Thanh）
- 中下社（Xã Trung Hạ）
- 中上社（Xã Trung Thượng）
- 中进社（Xã Trung Tiến）
- 中春社（Xã Trung Xuân）